# Tom Warren
Tom Warren es un deportista estadounidense que compitió en triatlón. Ganó dos medallas en el Campeonato Mundial de Ironman en los años 1979 y 1981.

## Palmarés internacional
| Campeonato Mundial | Campeonato Mundial     | Campeonato Mundial | Campeonato Mundial |
| Año                | Lugar                  | Medalla            | Prueba             |
| ------------------ | ---------------------- | ------------------ | ------------------ |
| 1979               | Hawái (Estados Unidos) | Medalla de oro     | Individual         |
| 1981               | Hawái (Estados Unidos) | Medalla de plata   | Individual         |